# Frans Francken III

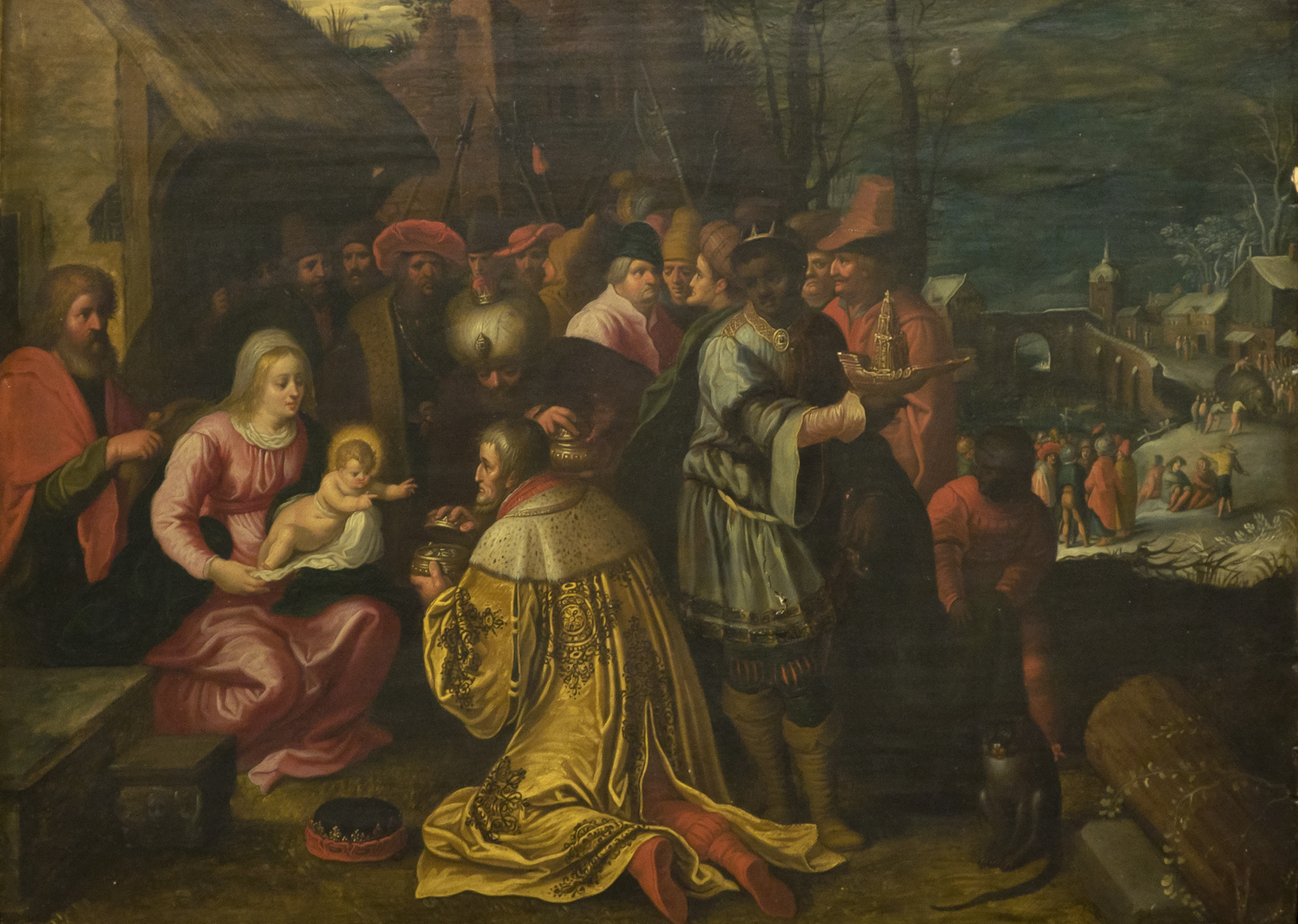
Adorazione dei Magi

Frans Francken III (Anversa, 1607 – Anversa, 4 settembre 1667  (sepolto)) è stato un pittore fiammingo appartenente alla scuola neerlandese del sud.

## Biografia
Apparteneva alla dinastia di pittori Francken: era infatti figlio di Frans Francken II e di Elisabeth Placquet ed allievo del padre Frans.
Nel 1639-1640 entrò a far parte della Corporazione di San Luca e nel 1655-1656 ne divenne decano.
Collaborò, come pure il padre, con altri artisti dipingendo le figure di staffage nelle loro opere, come Pieter Neefs I, Pieter Neefs II e Ludovicus Neefs, con cui realizzò rappresentazioni di interni di chiese. Le sue figure risultano meno definite di quelle del padre, specialmente i volti.
Fu un pittore eclettico: si dedicò infatti alla pittura ritrattistica, come pure dipinse nature morte, in particolare floreali, soggetti di genere, architetture, quadri per gallerie d'arte personali e soggetti religiosi.
Le sue opere risentono dell'influenza di Peter Paul Rubens.
Ebbe vari allievi, fra cui Carstian Luyckx e Jan Baptist Segaert.

## Opere
- Adorazione dei Magi, olio su tela, Museum voor Schone Kunsten, Doornik
- Scena di genere, olio su tavola, 40 x 68 cm, Residenzgalerie, Salisburgo[4]
- Giovane donna con cavaliere con in mano una lettera, olio su rame, 20 x 16 cm, collezione privata[5]
- Interno di una chiesa, olio su tavola, 25 x 34 cm, Museo del Prado, Madrid, in collaborazione con Pieter Neefs I[3]